# Carolana ascriptella
Carolana ascriptella är en fjärilsart som beskrevs av August Busck 1908. Carolana ascriptella ingår i släktet Carolana och familjen praktmalar, Oecophoridae. Inga underarter finns listade i Catalogue of Life.